# 中共中央财贸政治部
中共中央财贸政治部，是1964年至1970年设立的中共中央直属机构。

## 历史
1960年代初，中共领导人毛泽东、刘少奇、周恩来、朱德、林彪等在全国范围内掀起了学习解放军的热潮，为雷锋、王杰、“南京路上好八连”、广州部队“南海前哨钢八连”题词。在此背景下，1964年初，毛泽东指示“全国学习人民解放军，从中央到地方自上而下建立政治部，加强政治思想工作。”国务院当时有近90个部委，按照归口管理原则设有一系列办公室，由分管副总理负责。中央决定在国务院的“各口”建立中央一级的政治部、国务院各部委建立部一级的政治部。其中国务院财贸办公室，由副总理李先念兼主任，归口领导财政部、商业部、粮食部、对外贸易部、对外经委、中国人民银行、中国农业银行、中华全国供销合作总社等。
设立中共中央财贸政治部，领导为：
- 主任：姚依林（国务院财贸办公室常务副主任兼）
- 副主任：杨树根（广州军区后勤部政委调任）

1970年，中央机构大精简合并，国务院从90个部委精简合并为27个，人员总数仅为原机关工作人员的18%，所有中央一级的政治部全部撤并。